# Macho (film)
Macho è un film del 2016 diretto da Antonio Serrano.
Pellicola messicana a tematica omosessuale, sceneggiata da Sabina Berman uscita l'11 novembre 2016. Nello stesso anno l'opera è stata distribuita in Italia da Netflix.

## Trama
Evaristo Jiménez è un affermato stilista nel mondo dell'alta moda dichiaratamente gay e abbastanza effeminato che viene seguito costantemente da una troupe che ha l'intenzione di cerare un documentario sul suo lavoro (anche se, in realtà, il vero scopo del reportage è quello di scandagliare la sua vita sessuale alla ricerca di uno scandalo). Evaristo, infatti, è in realtà etero ed estremamente donnaiolo.
Per ovviare alla diffusione delle malelingue che iniziano a diffondersi sulla sua eterosessualità Evaristo decide, grazia alla sua segretaria, di avere un fidanzamento d'immagine con un suo assistente di nome Sandro. Se inizialmente dimostra molto distacco e menefreghismo nei suoi confronti (fatta eccezione d'innanzi alle telecamere) un bacio datogli da Sandro lo fa imbestialire causando la loro rottura. Da quel momento, sebbene l'iniziale forte repulsione dimostrata nei suoi confronti, incomincia a essere ossessionato da lui fino ad arrivare a desiderarlo maggiormente rispetto alle bellissime donne con le quali fa regolarmente l'amore.
Dopo qualche tempo e molte difficoltà decide di instaurare un'amicizia con lui che, tra alti e bassi, sfocera in un consapevole amore.

## Accoglienza

### Incassi
Il film ha ricavato circa 32 milioni di peso messicani (all'epoca equivalenti a circa 1.6 milioni di dollari statunitensi).

## Riconoscimenti
- Ariel Awards, Mexico 2017
  - Candidatura nella categoria Miglior Costumista